# Kim Yeon-ju
Kim Yeon-ju (김연주?; Seul, 18 aprile 1986) è un'ex cestista sudcoreana.

## Carriera
Con la Corea del Sud ha disputato i Campionati mondiali del 2014.